# Тайна «Единорога»
«Секрет „Единорога“» (фр. Le Secret de la Licorne) — одиннадцатый альбом из серии «Приключения Тинтина» бельгийского карикатуриста Эрже.
В чёрно-белом варианте комикс публиковался в бельгийской газете Le Soir с 11 июня 1942 по 14 января 1943 года, а затем был опубликован в цвете в сборнике Casterman в 1943 году. Связан сквозной сюжетной линией со следующим альбомом, «Сокровища Кровавого Рокхама».
История разворачивается вокруг молодого репортера Тинтина , его собаки Милу и его друга капитана Хэддока, которые обнаруживают загадку, оставленную предком Хэддока, сэром Фрэнсисом Хэддоком из XVII века, которая может привести их к спрятанным сокровищам пирата Красного Ракхама.

## Сюжет
Поначалу события разворачиваются в духе газетной хроники происшествий. Молодой репортёр Тинтин следит за участившимися случаями карманных краж, к расследованию которых привлечены незадачливые сыщики Дюпон и Дюпонн, и случайно приобретает макет старинного парусника. Капитан Хэддок обращает внимание на полное сходство модели с кораблём, запечатлённым на его фамильной реликвии — портрете его предка шевалье д’Адока, жившего во времена Людовика XIV; затем обнаруживается спрятанная в мачте макета рукопись непонятного содержания. Тем временем капитан находит старинный сундук с принадлежавшими его предку вещами. Так Хэддок и Тинтин узнают о существовании несметных сокровищ, припрятанных пиратом по кличке «Красный Ракхам». Макет украден; Тинтин обнаруживает похитителей и после ряда перипетий становится владельцем трёх связанных с сокровищем рукописей; накладывая их одну на другую, репортёр расшифровывает текст, который, тем не менее, остаётся довольно загадочным. Остаётся только пуститься на поиски сокровищ (этим поискам посвящён следующий альбом Эрже — «Сокровище красного Ракхама»).

## Работа над альбомом
В «Тайне „Единорога“» нетрудно увидеть влияние романа Р.-Л.Стивенсона «Остров сокровищ». Капитан д’Адок даже цитирует знаменитую песню «Пятнадцать человек на сундук мертвеца».
Назвать судно «Единорогом» предложил приятель Эрже, Жерар Лиже-Белер, секретарь Федерации католических скаутов, страстный поклонник старинных судов. «Единорог» одновременно имеет приметы одноимённого английского фрегата, погибшего в 1567 году в ходе преследования третьего мужа Марии Стюарт графа Босуэлла, и французского парусника, входившего в состав эскадры адмирала Турвиля и затонувшего в ходе битвы при Ла-Хоге (1692). Кроме того, Эрже мог использовать информацию о старинных кораблях, полученную им при осмотре парижского Музея флота.
Образ высокопоставленного пращура Хэддока навеян семейной легендой Эрже о якобы аристократическом происхождении их рода.

## Упреки в антисемитизме
Среди персонажей "Тайны «Единорога» — русский коллекционер — скорее всего, эмигрант — Иван Иванович Сахарин, который неизменно клянчит модель «Единорога» у Тинтина. Изображён он с симпатией, в отличие от большевиков в «Тинтине в стране Советов». Своей фамилией Иван Иванович, скорее всего, обязан тяжёлой ситуации с продовольствием в оккупированной Бельгии. На страницах газеты «Le Soir», в редакции которой работал автор альбома, публиковалось множество объявлений, связанных с куплей-продажей сахарина.
Любители упрекать Эрже в нарушениях политкорректности усмотрели в этом персонаже внешнее сходство с автором книги «Еврейская Франция» националистом Эдуаром Дрюмоном; в этом случае речь якобы идёт об очередном проявлении антисемитизма художника (в котором его также упрекали ранее — после выхода альбома «Загадочная звезда»).

## Экранизации и адаптации
Комикс был включён в мультсериал 1957 года «Приключения Тинтина» и мультсериал 1991 года «Приключения Тинтина», также комикс транслировался на BBC Radio 5 в 1992–1993 годах.
Альбом «Секрет „Единорога“» , наряду с «Крабом с золотыми клешнями» и «Сокровищем красного Ракхама», положен в основу фильма Стивена Спилберга «Приключения Тинтина: Тайна „Единорога“».